# 마이클 케이턴
마이클 케이턴(Michael Caton, 영어 발음: /ˈkeɪtən/, 1943년 7월 21일 ~ )은 오스트레일리아의 배우이다.

## 출연 작품

### 영화
- Monkey Grip (1982)
- 더 캐슬 (1997, The Castle)
- 인터뷰 (1998, The Interview)
- Never Tell Me Never (1998)
- 애니멀 (2001) - 닥터 와일더 역
- 다윈으로 가는 마지막 택시 (2015, Last Cab to Darwin) - 렉스 역

### 텔레비전
- 홈 앤 어웨이 (1988) - 배리 대븐포트 역
- 가시나무 새 2 (1996)
- 올 세인츠 (1998)
- 팩트 투 더 래프터즈 (2008-13)